# Натан Коен
Натан Коен  (англ. Nathan Cohen, 2 січня 1986) — новозеландський веслувальник, олімпійський чемпіон.
Освіту здобув в Університеті Отаго.

## Виступи на Олімпіадах
| Олімпіада   | Дисципліна   | Місце |
| ----------- | ------------ | ----- |
| Пекін 2008  | двійка парна | 4     |
| Лондон 2012 | двійка парна | 1     |